# Okres Laufenburg
Okres Laufenburg je jedním z 11 okresů v kantonu Aargau ve Švýcarsku. V prosinci 2016 zde žilo 31 601 obyvatel; rozloha území okresu je 156,73 km². Sídlem okresu je město Laufenburg.

## Obce v okresu
Okres Laufenburg tvoří celkem 18 obcí, jimiž jsou:
| Jméno obce     | Počet obyvatel (k 31. prosinci 2016) | Rozloha (km²) |
| -------------- | ------------------------------------ | ------------- |
| Eiken          | 2 263                                | 7,07          |
| Frick          | 5 304                                | 9,96          |
| Gansingen      | 1 015                                | 8,77          |
| Gipf-Oberfrick | 3 512                                | 10,17         |
| Herznach       | 1 472                                | 6,26          |
| Hornussen      | 960                                  | 7,27          |
| Kaisten        | 2 588                                | 18,11         |
| Laufenburg     | 3 536                                | 14,49         |
| Mettauertal    | 1 932                                | 21,56         |
| Münchwilen     | 911                                  | 2,47          |
| Oberhof        | 603                                  | 8,20          |
| Oeschgen       | 964                                  | 4,38          |
| Schwaderloch   | 681                                  | 2,77          |
| Sisseln        | 1 560                                | 2,52          |
| Ueken          | 906                                  | 5,10          |
| Wittnau        | 1 251                                | 11,25         |
| Wölflinswil    | 1 028                                | 9,51          |
| Zeihen         | 1 115                                | 6,87          |